# 山崎章平
山崎 章平（やまざき しょうへい、1990年7月5日 - ）は、日本の元ラグビー選手。

## プロフィール
- 兵庫県出身。
- ポジションはナンバーエイト(No8)、フランカー(FL)。
- 身長 181cm、体重 100kg。
- U20日本代表候補に選ばれたことがある[1]。

## 来歴
幼稚園からラグビーを始めた。
2009年、流経大柏高校卒業後、筑波大学に入る。なお流経大柏高校時代、高校日本代表に選ばれ、第32回高校東西対抗試合の参加メンバーに選出された。
2013年、筑波大学卒業後、NTTコミュニケーションズシャイニングアークスに加入。同年10月19日に行われたジャパンラグビートップリーグ第6節の九州電力キューデンヴォルテクス戦に途中出場で公式戦初出場を果たした。
2016年、現役を引退した。